# Provincia Oriental (Kenia)
La Provincia Oriental  (en kiswahili: Mkoa wa Mashariki) fue una de las ocho provincias en las que se dividía Kenia hasta la reforma territorial de 2013. Su capital era Embu.

## Administración
El 16 de julio de 2009, la provincia se subdividió en tres subprovincias, a saber, la Baja Oriental con Machakos como sede, la Central Oriental con Meru como sede y la Alta Oriental con Marsabit como sede; sin embargo, esos cambios nunca entraron en vigor debido a las disputas políticas en el gobierno de coalición de Kenia en ese momento. La subdivisión de provincias se llevó a cabo en las siete provincias de Kenia , excepto Nairobi . A partir de marzo de 2013, después de las elecciones generales de Kenia de 2013 , la Provincia Oriental se subdividió en ocho condados, a saber:
| Código | Condado       | Provincia | Área (km2) | Población census 2009 | Capital  |
| ------ | ------------- | --------- | ---------- | --------------------- | -------- |
| 10     | Marsabit      | Oriental  | 66,923.1   | 291,166               | Marsabit |
| 11     | Isiolo        | Oriental  | 25,336.1   | 143,294               | Isiolo   |
| 12     | Meru          | Oriental  | 7,003      | 1,356,301             | Meru     |
| 13     | Tharaka-Nithi | Oriental  | 2,609.5    | 365,330               | Chuka    |
| 14     | Embu          | Oriental  | 2,555.9    | 516,212               | Embu     |
| 15     | Kitui         | Oriental  | 24,385.1   | 1,012,709             | Kitui    |
| 16     | Machakos      | Oriental  | 5,952.9    | 1,098,584             | Machakos |
| 17     | Makueni       | Oriental  | 8,008.9    | 884,527               | Wote     |
|        | Total         |           | 140,698.6  | 5,668,123             | -        |

La Provincia Central estaba dividida en trece distritos (wilaya):
| Distrito     | Capital  |
| ------------ | -------- |
| Embu         | Embu     |
| Isiolo       | Isiolo   |
| Kitui        | Kitui    |
| Machakos     | Machakos |
| Makueni      | Wote     |
| Marsabit     | Marsabit |
| Mbeere       | Siakago  |
| Meru Central | Meru     |
| Meru Norte   | Mauá     |
| Meru Sul     | Chuka    |
| Moyale       | Moyale   |
| Mwingi       | Mwingi   |
| Tharaka      | Tharaka  |